# Dirty Harry (chanson)
 (janvier 2018).
Si vous disposez d'ouvrages ou d'articles de référence ou si vous connaissez des sites web de qualité traitant du thème abordé ici, merci de compléter l'article en donnant les références utiles à sa vérifiabilité et en les liant à la section « Notes et références ».
Pour les articles homonymes, voir Dirty Harry.
Singles de Gorillaz
DARE
(2005) Kids with Guns / El Mañana
(2010)
Dirty Harry est le troisième single tiré de l'album Demon Days du groupe anglais Gorillaz. Paru le 21 novembre 2005, il a culminé à 6e place au Royaume-Uni.
Une première version de Dirty Harry, intitulée I Need A Gun, avait déjà été publiée sur l'album Democrazy de Damon Albarn, le chanteur-compositeur et guitariste du groupe, en 2003. Le 8 décembre 2005, il a été annoncé que Dirty Harry était nommé pour un Grammy dans la catégorie "Urban / Alternative Performance", récompense qui a finalement été remportée par Welcome to Jamrock de Damian Marley.
Les paroles de la chanson font référence dans une phrase prononcée par George W. Bush dans un discours télévisé en 2004 au déclenchement de la guerre en Irak : « The war is over so says the speaker with the flight suit on ».
Le titre fait référence au titre original du film L'Inspecteur Harry réalisé par Don Siegel en 1971, dont Clint Eastwood était l'acteur principal. C'est le deuxième morceau du groupe faisant référence à l'acteur après le titre Clint Eastwood.
La couverture de la pochette du single est semblable à celle du film Full Metal Jacket.

## Liste des titres

### Édition anglaise 2 CD
- CD 1

1. Dirty Harry
2. All Alone (Live)

- CD 2

1. Dirty Harry
2. Hongkongaton
3. Dirty Harry (Chopper Remix)

### CD single
- CD single Promo International

1. Dirty Harry
2. Dirty Harry (Instrumental)
3. Dirty Harry' (A cappella)

- CD single

1. Dirty Harry
2. Hongkongaton
3. Dirty Harry (Chopper Remix)
4. Dirty Harry (Vidéo)
5. Dirty Harry (Animatic)
6. Dirty Harry (Instrumental)

- CD single

1. Dirty Harry
2. All Alone (Live)
3. Hongkongaton
4. Dirty Harry (Chopper Remix)
5. Dirty Harry (Vidéo)

### Autres formats
- DVD

1. Dirty Harry (Vidéo)
2. Murdoc Is God
3. Dirty Harry (Animatic)
4. Dirty Harry (Instrumental)

- EP iTunes format digital

1. Dirty Harry (Vidéo)
2. Dirty Harry (Live In Harlem)
3. Highway (Under Construction)
4. Hongkongaton

## personnels
- Damon Albarn – chant, synthétiseurs, guitares, arrangements de cordes
- Bootie Brown – chant
- Jamie Hewlett - animation, artwork, Sound design
- Jason Cox – mixage, ingénierie
- James Dring – programmation de batterie
- Al Mobbs – contrebasse
- Emma Smith – contrebasse
- Amanda Drummond – alto
- Stella Page – alto
- Prabjote Osahn – violon
- Sally Jackson – violon
- Isabelle Dunn – violoncelle
- Danger Mouse – boucles échantillonnées, percussions, programmation de batterie, mixage
- Howie Weinberg – mastering
- Steve Sedgwick – aide au mixage
- The San Fernandez Youth Chorus – voix supplémentaires

## Classements hebdomadaires
| Classement (2005-2006)         | Meilleure position |
| ------------------------------ | ------------------ |
| Allemagne (Media Control AG)   | 77                 |
| Australie (ARIA)               | 15                 |
| Autriche (Ö3 Austria Top 40)   | 69                 |
| Danemark (Tracklisten)         | 20                 |
| Écosse (OCC)                   | 7                  |
| Irlande (IRMA)                 | 19                 |
| Italie (FIMI)                  | 26                 |
| Pays-Bas (Single Top 100)      | 100                |
| Royaume-Uni (UK Singles Chart) | 6                  |
| Suisse (Schweizer Hitparade)   | 88                 |

## Certifications
| Pays              | Certification |
| ----------------- | ------------- |
| Royaume-Uni (BPI) | Argent        |